# Assistens Kirkegård
 For alternative betydninger, se Assistens Kirkegård (flertydig). (Se også artikler, som begynder med Assistens Kirkegård)
Assistens Kirkegård (latin assistens = assisterende) er en kirkegård på Nørrebro i København. Den blev oprettet 6. november 1760, fordi det kneb med pladsen på kirkegårdene inden for de københavnske volde. Den er særlig kendt, fordi en række kendte personer ligger begravet her. I mange andre byer er der også assistenskirkegårde.

## Kirkegårdens historie
I 1711 var København blevet ramt af endnu en epidemi, som alene tog 23.000 liv, og der måtte i hast anlægges seks pest- eller assistenskirkegårde i byens udkant, men stadig inden for voldene. De var imidlertid slet ikke fyldestgørende. Bare på Holmens Kirkes gravplads lå kisterne ovenpå jorden og udbredte sådan en stank, at Søværnet fik besked om at affyre kanoner på området for at skabe bevægelse i luften og tilsløre stanken noget med krudtrøg.
Det var først i 1760 lang tid efter epidemien, at man besluttede at sløjfe de seks overfyldte og farlige pestkirkegårde. En sumpet mark på den anden side af Søerne blev udlagt til en ny og større assistenskirkegård. Der blev dyrket tobak på marken, men nu blev den forsynet med en ringmur og udlagt som kirkegård. Det bedre borgerskab afholdt sig imidlertid fra at blive begravet på et så fjernt og øde sted, så kirkegården var fortrinsvis fattigkirkegård. Det ændredes i 1785 da krigskancellisekretær Johan Samuel Augustin bad om at blive stedt til hvile på Assistens Kirkegård. Flere fra de øvre klasser fulgte hans eksempel, og efter den tid blev stedet mondænt. Det endte endda med, at københavnerne begyndte at tage på udflugt til kirkegården med madkurv og medbragt te.
I 1804 opdagedes ved en tilfældighed at graverne på kirkegården var involveret i organiseret gravrøveri. Bl.a. florerede den historie, at den unge Giertrud Birgitte Bodenhoff, som blev begravet på kirkegården i 1798, kun havde været skindød, og natten efter sin begravelse var blevet vækket af gravrøverne, da de ville tage hendes smykker, hvorefter de myrdede hende. Året efter gravrøvernes anholdelse blev en kommission nedsat, der skulle se på de generelle forhold på kirkegården. Kommissionen formulerede bl.a. en instruks, hvori det blev forbudt at "Æde- og Drikkevarer falholdes eller fortæres paa Kirkegaarden, eller at der paa samme holdes Musik eller foretages noget, der ligner Lystighed." I samme forbindelse blev de store massive træporte ind til kirkegården udskiftet med de store gitterlåger som stadig anvendes. Det udførtes så det var sværere for folk at snige sig rundt uset på kirkegården om natten. Derudover blev det i 1813 forbudt graverne at sælge spiritus til besøgende.
Som det største grønne område på Nørrebro er Assistens Kirkegård blevet et yndet opholdssted for bydelens beboere. Om sommeren ses således solbadende både på selve kirkegården og i Hans Tavsens Park, som ligger langs med kirkegårdens sydvestlige side.

## Metrostation
I kirkegårdens nordlige hjørne, mod Nørrebros Runddel, ligger metrostation Nørrebros Runddel Station. Stationen ligger i Assistens Kirkegårds Afdeling G og åbnede i 2019.

## Assistens Kirkegård i populærkultur
- Assistens Kirkegård er igennem årene blevet brugt som location til diverse filmoptagelser, bl.a. i filmen Bleeder.
- Kirkegårdens gule mur ses blandt andet på omslaget til Thomas Buttenschøns plade Billeder af min baggård.

## Kendte personer begravet på Assistens Kirkegård

### A
- Kjeld Abell
- Nicolai Abildgaard
- Peter Christian Abildgaard
- Daniel Adzer
- Svend Aggerholm
- Arnold Andreas Bull Ahrensen
- Christian Aigens
- Peter Adler Alberti
- Sophie Alberti
- Carl Ancker
- H.C. Andersen[8]
- Carl Christopher Georg Andræ
- Christian Arntzen
- Heinrich Louis d'Arrest
- Johan Samuel Augustin
- Arthur Aumont

### B
- Rasmus Langeland Bagger
- Nicolai Edinger Balle
- Oluf Lundt Bang
- P.G. Bang
- Ferdinand Barmwater
- Christian Bastholm
- Christian Bauditz
- Hans Heinrich Baumgarten
- Johan Bayer
- Johann Christoph Bayer
- Christian Frederik Beck
- Tyge Becker
- Jacob Behrend
- Jacob Christian Bendz
- Jon Gulsen Berg
- Andreas Peter Berggreen
- Adolph Frederik Bergsøe
- Gottlob Berner
- Vilhelm Bille
- Hans Bilsted
- Claes Birch
- F.C.C. Birch
- H.W. Bissen
- Dorte-Maria Bjarnov
- Emil Bloch
- Oscar Bloch
- Louis Bobé
- Alexander Bock
- Fritz Bock
- J.C.A. Bock
- Allan Bock
- Andreas Bodenhoff
- Giertrud Birgitte Bodenhoff
- Christian Bohr
- H.G. Bohr
- Harald Bohr
- Niels Bohr
- Ernst Bojesen
- Robert Bojesen
- Richard Boone
- Bonaparte Borgen
- Vilhelm August Borgen
- André Bork
- Anker Vilhelm Frederik Bornemann
- Frederik Christian Bornemann
- Mathias Hastrup Bornemann
- Johan Henrich Brandemann
- Carl Joakim Brandt
- Niels Bredal (portrætmaler)
- Niels Bredal (arkitekturmaler)
- Thorald Brendstrup
- Peter Brock
- Christian Brun
- Frederik Brun
- Fritz Bruun-Rasmussen
- Andreas Brünniche
- Cosmus Bræstrup
- Hans Brøchner
- Rudolph Buchhave
- Emil Bähncke
- Wilhelm Bähncke
- H.P. Bærthelson
- Ludvig Bødtcher
- P.C. Bønecke

### C
- Etta Cameron
- Adolph Gotthard Carstens
- Karen Caspersen
- Peter Atke Castberg
- Carl Cederfeld de Simonsen
- C.Th. Christensen
- John Christensen
- Kay Christensen
- Villads Christensen
- Ernst Christiansen
- Henrik Nicolai Clausen
- D.L. Clément
- Andreas Clemmensen
- Mogens Clemmensen
- Christoph Cloëtta
- Christian Colbiørnsen
- L.A. Colding
- Frédéric de Coninck
- Louis de Coninck
- Waldemar de Coninck
- Harald Conradsen
- Johannes Conradsen
- Johan Cortsen

### D
- F.P.J. Dahl
- Frederik Dahl
- Hans Dahl
- Hans Balzer Dahl
- Nicolai Dajon
- Johan Christian Severin Danielsen
- Poul Dehnhardt
- Jean Baptiste Desroches de Parthenay
- Johan Jacob Deuntzer
- Henriette Diderichsen
- Ferdinand Didrichsen
- Karen Dissing
- Frederik Dreier
- Jacob Drejer
- Kenny Drew
- Otto Steen Due
- William Frederik Duntzfelt

### E
- C.W. Eckersberg
- Erling Eckersberg
- Jens Eckersberg
- Jacob Ehrencron
- Eiler Rasmussen Eilersen
- Jakob Ejersbo
- Peter Elfelt
- Sigurd Elkjær
- Conrad Engelhardt
- Erich Erichsen
- Johannes Erwig
- Otto Evens

### F
- Peter Faber
- Master Fatman
- Peder Faxøe
- Peter Feddersen
- Gerz Feigenberg
- Christian Fenger (1773-1845)
- Carl Fiebig
- Vilhjálmur Finsen
- Peter Didrik Weinreich Fischer
- Johannes Flint
- Peter Foersom
- Johan Georg Forchhammer
- Hermann Ernst Freund
- Kristian Friderichsen
- Astrid Friis
- Charlotte Frimodt

### G
- G.E.C. Gad
- Ludvig Gade
- Vincenzo Galeotti
- Jens Giødwad
- Christian Gram
- F.T.J. Gram
- R.S. Gram
- Emanuel Gregers
- Ken Gudman
- Søren Gyldendal
- Hugo Gyldmark
- Inger-Lise Gaarde

### H
- Georg Haas
- Jean Meno Haas
- Julie von Haffner
- P.C. Hagemann
- Niels Halkjær
- Jacob Hallager
- Andreas Hallander
- Søren Hallar
- Niels Hallin
- William Hammer
- Johan Hanck
- Inger Hanmann
- Poul Hanmann
- Carl Vilhelm Hansen
- Christian Hansen (arkitekt)
- Christian Hansen (maler)
- Hans Nicolai Hansen
- Dagmar Hansen
- Frantz Johannes Hansen
- Isaak Hansen
- J.F. Hansen
- J.Th. Hansen
- Niels Hansen
- Peter Hansen
- P.C.V. Hansen
- Rudolph Hansen
- Vilhelm Hansen
- Rasmus Harboe
- C.F. Harsdorff (mindetavle)
- Theodor Hasle
- Misse Haslund
- Otto Haslund
- Ludvig Daniel Hass
- Frederik Hauch
- Sven Hauptmann
- Mathilde Malling Hauschultz
- Conrad Hauser
- Anker Heegaard
- Ida Heerfordt
- Henry Heerup
- Adolph Hellesen
- Hanne Hellesen
- Julius Hellesen
- Peter van Hemert
- Betty Hennings
- Henrik Hennings
- Christian Severin Henrichsen
- Charles Henrichsen Bremsen
- Laurits Henrichsen
- Mathias Møller Henrichsen
- Christian Ludvig August Herforth
- Johan Daniel Herholdt
- Johannes Hermansen
- Henrik Hertz
- Carl Frederik Emil Hertzsprung
- Christian Hetsch
- Richard Heydorn
- Georg Hilker
- N.P. Hillebrandt
- Tage Hind
- Theodor Hirth
- Angelo Hjort
- Frants Christian Hjorth
- Søren Hjorth
- Holger-Madsen
- Georg Hoffmann
- Niels H. Hoffmeyer
- Hagen Hohlenberg
- Georg Holgreen
- Frederik Holm
- H.G.F. Holm
- Jens Holm
- Johan Frederik Holm
- Mads Schifter Holm
- Rosalie Holm
- Lorents Holmer
- Theodor Holmskiold
- Kenni Holst
- Niels Henrik Holst
- Carl Holten
- Ferdinand Hoppe
- Johan Christopher Hoppe
- Christian Bernhard Hornbech
- C.F.E. Horneman
- Emil Horneman
- Christian Hornemann
- Emil Hornemann
- Jens Hornemann
- Jens Wilken Hornemann
- C.C. Hornung
- Andreas Peter Hovgaard
- Frantz Gotthard Howitz
- Georg Howitz
- Edvard Hvidt
- L.N. Hvidt
- Frederik Høedt
- Christian Høegh-Guldberg
- Chresten Hørdum
- C.F. Høyer

### I
- Valdemar Ingemann
- R.P. Ipsen

### J
- Adolph Jacobi
- Carl Jacobi
- C.F. Jacobi
- Christen Jacobsen
- Palle Jacobsen
- Andreas Jensen
- Birger Jensen
- Christian Axel Jensen
- Frederik Jensen
- Hans Jensen
- Johannes Jensen
- Severin Jensen
- Valdemar Jensen
- Christian Magdalus Jespersen (politiker)
- Christian Magdalus Jespersen (læge)
- Edwin Jessen
- Peter Constant Helmuth Ulysses Jessen
- Thomy von Jessen
- Ejner Johansson
- Frederik Johnstrup
- Henri Alexandre Antoine de Dompierre de Jonquières
- Jean André Frédéric de Dompierre de Jonquières
- Finnur Jónsson
- Reinholdt W. Jorck
- Jens Juel
- Finn Juhl
- Pia Juul
- Karen Jønsson
- Ellen Jørgensen
- Henriette Jørgensen
- Eugen Jørgensen

### K
- Abraham Kall
- Jens Karlebye
- Elisabeth Karlinsky
- Asmus Kaufmann
- C.J.H. Kayser
- Niels Christian Kierkegaard
- Søren Kierkegaard
- C.L. Kirstein
- E.P. Kirstein
- August Klein
- Charlotte Klein
- Christian Leonhard Klein
- Vilhelm Klein
- Henrich Matthias Vilhelm Klingberg
- Hans Christian Knudsen
- P. Knudsen
- Jørgen Hansen Koch
- Marie Kofoed
- J.L.A. Kolderup-Rosenvinge
- Lauritz Kolderup Rosenvinge
- P.A. Kolderup Rosenvinge
- Valdemar Kolderup-Rosenvinge
- Caspar Peter Kongslev
- Thomas Koppel
- Lars Andreas Kornerup
- Bamse Kragh-Jacobsen
- Lasenius Kramp
- Peter Christian Kramp
- Conrad Krebs
- Johan Cornelius Krieger (1756-1824)
- Frits Krohn
- Johan Krohn
- N.P. Krossing
- P.C. Krossing
- Hans Ernst Krøyer
- Henrik Krøyer
- Friedrich Kuhlau
- Peter Kyhl
- Christen Købke
- Vilhelm Køhler

### L
- Julius Lange
- Michael Lange
- Philip Lange
- Søren Langhoff
- Emanuel Larsen
- Florian Larsen
- Johannes Ephraim Larsen
- Jørgen Larsen
- Jørn Larsen
- Knud Larsen
- N.F. Larsen
- Ole Larsen
- Søren Larsen
- Jørgen Lassen
- Frederik Laub
- Edvard Lembcke
- Georg Flemming Lerche og Hedwig Catharina Lerche, født von Krogh
- Carl Levy
- Frederik L. Levy
- Frederik Liebmann
- Martin Lindblom
- Peter Lindegaard
- Hans Lindholm
- Leo Lipschitz
- Jens Lund
- J.G. Lund
- Troels Lund
- Carl Lundbye
- Anders Christian Lunde
- Bianco Luno
- H.P.J. Lyngbye
- Søren Lysgaard
- Carl Løffler
- Conrad Friedrich Løffler
- Emma Løffler
- Poul de Løvenørn
- Christine Løvmand
- Frederikke Løvmand

### M
- Carl F. Madsen
- Finn Ejnar Madsen
- Karl Madsen
- Oscar Madsen
- Victor Madsen
- Johan Nicolai Madvig
- Finnur Magnússon
- Emile le Maire
- Peter Malberg
- Peder Malling
- Sonja Ferlov Mancoba
- Anne Marie "madam" Mangor
- Peter Mariager
- Sophus Marstrand
- Troels Marstrand
- Wilhelm Marstrand
- Hans Lassen Martensen
- Frederik Meinert
- Anton Melbye
- Carl Theodor Melchior
- H.E. Melchior
- Lauritz Melchior
- Ludovica Augusta Melchior
- Axel Meyer
- Elias Meyer
- Emil Meyer
- Fritz Meyer
- Christian Meyn
- Peter Meyn
- Sam(uel Thomas) Mitchell - M(U)25
- J.C. Modeweg
- Daniel Gotthilf Moldenhawer
- Johannes Moldenhawer
- Adam Ludvig Moltke
- Peter Most
- Adam Müller
- Amalie Müller
- Carl Müller
- Charlotte Sophie Müller
- Ludvig Müller
- Otto Müller
- Peter Erasmus Müller (biskop)
- Peter Erasmus Müller (forstmand)
- Jakob Peter Mynster
- Olaus Mynster
- Alfred Møller
- Axel Møller
- Carl Møller
- Hans Peter Møller
- Julie Møller
- Poul Martin Møller
- Valdemar Møller
- Vilhelm Møller
- Claudius Mørch
- Jens Wilcken Mørch
- Frederik Adolph Mørck

### N
- Franz Nachtegall
- J.H. Nebelong (nedlagt)
- N.S. Nebelong
- Niels Neergaard
- Robert Neergaard
- Christian Neuhaus
- Martin Andersen Nexø
- Ole Nezer
- C.V. Nielsen (nedlagt)
- Georg Nielsen
- Henriette Nielsen
- Lean Nielsen
- Peter Nielsen
- Johan Nilsson
- Henrik S. Nissen
- Charles Axel Nordberg
- Rasmus Nyerup
- Kim Nørrevig

### O
- Gottsche Hans Olsen
- Ib Spang Olsen
- Sigvald Olsen
- Albert Orth
- Olga Ott
- Carl Otto
- Ulrich Peter Overby
- Ole "Jernmand" Alpo Larsen

### P
- Holger Simon Paulli
- J.H. Paulli
- Andreas Paulsen
- Fritz Paulsen
- Gustav Pedersen
- Vilhelm Pedersen
- Pierre Peschier
- Anna Petersen
- C.G. Johannes Petersen
- F.F. Petersen
- Knud Arne Petersen
- Niels Christian Petersen
- Ove Petersen
- Vilhelm Petersen
- Christian Pingel
- Christian Ulrik Adolph Plesner
- Jeppe Prætorius

### Q
- Hans Quist
- Johan Martin Quist
- Peter Martin Quist

### R
- C.C. Rafn
- Rasmus Rask
- Jens Lassen Rasmussen
- Lauritz Rasmussen
- V.C. Ravn
- Louise Ravn-Hansen
- J.H. Rawert
- Ole Jørgen Rawert
- C.E. Reich
- Ebbe Kløvedal Reich
- A.E. Reimann
- Johannes Reinhardt
- Johannes Theodor Reinhardt
- C.A. Reitzel
- Theodor Restorff
- Heinrich Anna Reventlow-Criminil
- Amdi Riis
- Johan Christian Riise
- Svend Rindom
- Frederik Rohde
- Emmery Rondahl
- C.N. Rosenkilde
- Hans Rosenkjær
- J.F. Rosenstand
- Vilhelm Rosenstand
- Christian Rothe
- Carl Eduard Rotwitt
- Daniel Eiler Rugaard

### S
- Natasja Saad
- Emilie Sannom
- Ragnhild Sannom
- Jens August Schade
- Virtus Schade
- Anna Margrethe Schall
- Claus Schall
- Margrethe Schanne
- Gottfried Schaper
- Edvard August Scharling
- Carl Emil Scharling
- C.I. Scharling
- Henrik Scharling
- William Scharling
- Poul Scheel
- Hans Scherfig
- Christian Schiemann
- J.C. Schiødte
- Peter Schiønning
- P.A. Schleisner
- Gottfried Wilhelm Christian von Schmettau
- Christian Schmiegelow
- Ernst Schmiegelow (malermester)
- Ernst Schmiegelow (læge)
- Marinus Schneider
- Peter von Scholten
- Otto Schondel
- Joachim Frederik Schouw
- Julius Schovelin
- Bernhard Schrøder
- Johan N. Schrøder
- J.H. Schubothe
- Ernst Schultz
- Frederik Schwarz
- Frans Schwartz
- Johan Adam Schwartz
- Johan Georg Schwartz
- Emmy Schønfeld
- Carl Schønheyder
- Giuseppe Siboni
- Julius Sick
- Charles Arnold de Fine Skibsted
- Poul Skibsted
- Georgia Skovgaard
- Joakim Skovgaard
- P.C. Skovgaard
- Emil Slomann
- Caspar Wilhelm Smith
- Per Sonne
- Petrine Sonne
- Niels Møller Spandet
- Johan Conrad Spengler
- Carl Frederik Stanley
- Andreas Schack Steenberg
- Japetus Steenstrup
- Johannes Steenstrup
- C.L. Steinhauer
- Peter Frederik Steinmann
- Ernst Vilhelm Stibolt
- Johanne Stockmarr
- Erik Peter Stokkebye
- Edvard Storm
- Michael Strunge
- Holger Strøm
- Theodor Stuckenberg
- Viggo Stuckenberg
- Carl Ludvig Studsgaard
- Kay Helge Svendsen
- Aage Svendsen
- Emil Z. Svitzer
- Johannes Søbøtker
- Christian Sørensen
- Jazz-Kay Sørensen
- Søren Sørensen
- Theodor Sørensen
- Thorvald Sørensen

### T
- Stephan Tetens
- Just Mathias Thiele
- C.A.F. Thomsen
- Emma Thomsen
- Peter Thonning
- Magdalene Thoresen
- Grímur Jónsson Thorkelin
- Jens Jørgen Thorsen
- H.P. Thorsøe
- C.A. Thortsen
- William Thulstrup
- Henrik Thyberg
- Claus Christian Tilly
- Johan Clemens Tode
- Alfred Tofft
- Vilhelm Topsøe
- Frederik Torm
- Frederik Carl Trant
- Frederik Treschow
- H.C. Tscherning
- Dan Turèll
- Vilhelm Tvede
- Christian Tybjerg
- Frederik Tønder
- August Tørsleff

### U
- Nils Ufer
- Georg Ulmer
- Georges Ulmer
- Moritz Unna

### V
- Jens Vahl
- Martin Vahl (1749-1804)
- Martin Vahl (1869-1946)
- H.C. Vantore
- Mogens Vantore
- Frederik Vermehren
- Adelgunde Vogt
- Jacob Voltelen
- Martha Værn
- Morten Værn

### W
- Gregers Wad
- Bo Warming
- Eugen Warming
- Jens Warming
- Ben Webster
- Wilhelm Theodor Wegener
- Andreas Weidenhaupt
- Thorkild Weiss
- Carl Weitemeyer
- Clemens Weller
- Caspar Wessel
- Edvard Westerberg
- Bernt Wilhelm Westermann
- Johannes Wiedewelt
- Christian Peder Wienberg
- Anton Wilhelm Wiehe
- Michael Wiehe
- Carl Winsløw
- Frederik Christian Winsløw
- Ellis Wolff
- Daniel Wroblewsky
- Anna Wulff

### Z
- Otto F. Zeltner
- Hieronymus Georg Zeuthen
- Lauritz Zeuthen
- Hans Hinrich Zielche
- G.C. Zinck
- H.O.C. Zinck
- Josephine Zinck
- Ludvig Zinck (komponist)
- Ludvig Zinck (arkæolog)
- Marie Zinck
- Otto Zinck
- Frederik Zweidorff

### Æ
- Andreas Æreboe

### Ø
- H.C. Ørsted
- Niels Christian Øst

### Å
- Andreas Aagesen (generalauditør)
- Andreas Aagesen (professor)

## Kendte personer begravet i den katolske afdeling
- Louis Aumont
- Dominico Capozzi
- J.F. Frølich
- Antoine Gamél
- Arnold Gamél
- Augustin Gamél (1770-1839) (eller ukendt gravsted?)
- Augustin Gamél (1839-1904)
- Peter Leonhard Gianelli
- Michael Georg Laub
- Christopher Mac Evoy
- C.A.H. Muus
- C.F. Pechüle
- Philippo Pettoletti
- Theodor Thomsen
- Georges Ulmer
- Edouard Romeo Vargas-Bedemar
- Alfonso Maria de Aguirre y Gadea Yoldi

## Kendte personer begravet i den russisk-ortodokse afdeling
- Pjotr Aleksejeff
- Pavel Firgang
- Ivan Nikolajevitj Kharin
- Pjotr Kotlarevskij
- Daniel Myschetzky
- Pjotr Myschetzky
- Sergei Pototskij
- Mikhail Rimsky-Korsakoff
- Dimitri Schevitj
- Wassily Simakoff

## Fodnoter
1. ↑  Peder Bundgaard: København – du har alt (s.77), forlaget Borgen, København 1996, ISBN 87-21-00499-4
2. ↑  Viggo Starcke, Giertrud Birgitte Bodenhoff's Mysterium, Berlingske Forlag, 1954. I 1953 blev Bodenhoffs familiegravsted åbnet og liget af madame Bodenhoff undersøgt for at få klarhed i sagen. Selv om ingen klare beviser fandtes på mord, så forefandtes skelettet i en "abnorm stilling" (s. 114), og Viggo Starcke konkluderer at han ikke selv er i tvivl om at madame Bodenhoff blev myrdet.(s. 125ff).
3. ↑  Viggo Starcke, 1954, s. 71.
4. ↑  Metroen jævner de døde med jorden, Berlingske Tidende, 5. april 2009
5. ↑  Kammerherren Fritz Paulsen gravet op, Berlingske Tidende, 19. april 2009
6. ↑  Kirkegårdsleder undsiger metrochef, Politiken, 30. april 2009
7. ↑  Metroselskabet anklages for taltrylleri, Kristeligt Dagblad, 2. maj 2009
8. ↑  Begravet i familien Collins gravsted, men 1914 blev Collins sten flyttet til Frederiksberg Ældre Kirkegård